# 腰坪乡
腰坪乡是中国陕西省延安市黄陵县下辖的一个乡。

## 行政区划
腰坪乡下辖以下行政区：
腰坪村、洪家院子村、段家湾村、结子沟村、案角村、桃曲村、张庄村、水坪村、新村、潮塔村、高松树村、水沟村、建庄村、芦峪村